# Districtul Hang Dong
Hang Dong (în thailandeză หางดง) este un district (Amphoe) din provincia Chiang Mai, Thailanda, cu o populație de 83.310 locuitori și o suprafață de 277,1 km².